# Vincent Mojwok Nyiker
Vincent Mojwok Nyiker (* 25. Januar 1933 in Atigo-Tonga; † 5. Januar 2018 in Khartum) war ein südsudanesischer Geistlicher und römisch-katholischer Bischof von Malakal.

## Leben
Vincent Mojwok Nyiker empfing ihn am 21. Juli 1963 zum Priesterweihe für die Apostolische Präfektur Malakal.
Papst Johannes Paul II. ernannte ihn am 15. März 1979 zum Bischof von Malakal. Der Papst persönlich spendete ihm am 27. Mai desselben Jahres die Bischofsweihe; Mitkonsekratoren waren die Kurienerzbischöfe Duraisamy Simon Lourdusamy, Sekretär der Kongregation für die Evangelisierung der Völker, und Eduardo Martínez Somalo, Substitut des Staatssekretariates.
Am 16. Mai 2009 nahm Papst Benedikt XVI. seinen altersbedingten Rücktritt an.